# Нарва (гміна)
Гміна Нарва (пол. Gmina Narew) — сільська гміна у східній Польщі. Належить до Гайнівського повіту Підляського воєводства.
Центр гміни — село Нарва.
Станом на 31 грудня 2011 у гміні жило 3905 осіб.

## Територія
Згідно з даними за 2007 рік площа гміни становила 241.79 км², у тому числі:
- орні землі: 62.00%
- ліси: 29.00%

Отже площа гміни становить 14.89% площі повіту.

## Населення
Станом на 31 грудня 2011:
| Опис     | Загалом | Загалом | Чоловіки | Чоловіки | Жінки | Жінки |
| -------- | ------- | ------- | -------- | -------- | ----- | ----- |
| одиниця  | осіб    | %       | осіб     | %        | осіб  | %     |
| все      | 3905    | 100     | 1915     | 49.04    | 1990  | 50.96 |
| міське   | 0       | 100     | 0        |          | 0     |       |
| сільське | 3905    | 100     | 1915     | 49.04    | 1990  | 50.96 |

## Сусідні гміни
Гміна Нарва межує з такими гмінами: Більськ-Підляський, Гайнівка, Заблудів, Міхалово, Наровка, Чижі.